# جون بوكر (لاعب كرة قاعدة)
جون بوكر (بالإنجليزية: John Bowker)‏ هو لاعب كرة قاعدة أمريكي، ولد في 8 يوليو 1983 في ساكرامنتو في الولايات المتحدة.

## وصلات خارجية
- جون بوكر على موقع دوري كرة القاعدة الرئيسي (الإنجليزية)
- جون بوكر على موقع الدوري الياباني لكرة القاعدة (الإنجليزية)
- جون بوكر على موقعبيزبول رفرنس.كوم (الدوري الرئيسي) (الإنجليزية)
- جون بوكر على موقعبيزبول رفرنس.كوم (الدوري الثانوي) (الإنجليزية)
- جون بوكر على موقع إي إس بي إن.كوم (أم.أل.بي) (الإنجليزية)
- جون بوكر على موقع مشجعي الرسوم البيانية (الإنجليزية)